# Danh sách quận của Daejeon
Phân cấp hành chính và phân khu của Daejeon gồm:

## Danh sách quận
1. Yuseong (유성구; 儒城區)
2. Daedeok (대덕구; 大德區)
3. Dong-gu (동구; 東區)
4. Seo-gu (서구; 西區)
5. Jung-gu (중구; 中區)